# リズ・シェリダン
リズ・シェリダン（Liz Sheridan, 1929年4月10日 - 2022年4月15日）は、アメリカ合衆国ニューヨーク州出身の女優である。

## 出演作品

### 映画
- 天使が見た夢
- ワンナイト・ウェディング
- ウィッシュマン
- オンリー・ユー
- 美しき選択
- こちらブルームーン探偵社・特別篇／ダイヤモンドは天使の微笑
- ラヴ・ラヴ・ゴースト
- ストラグル
- セカンド・サイト／光と影の中で
- ボスの罠
- 新・ジキル博士とハイド氏
- 第三次世界大戦

### テレビシリーズ
- となりのサインフェルド（ヘレン・サインフェルド）
- アルフ（ラケル・オクモニック）
- セント・エルスウェア シーズン1